# FK Železničar Pančevo
FK Železničar Pančevo (serb. cyr. Фудбалски клуб „Железничар“) – serbski klub piłkarski, mający siedzibę w mieście Pančevo, na północy kraju, grający od sezonu 2023/24 w rozgrywkach Super liga Srbije.

## Historia
Chronologia nazw:
- 1947: FK Železničar Pančevo (ФК Железничар Панчево)

Klub piłkarski FK Železničar został założony w Pančevie w 1947 roku. Zespół w swojej długiej historii występował w niższych klasach rozgrywek. Rozpoczął występy w ligach regionalnych i strefowych od Drugiej Ligi Południowej Banatu i z czasem awansował na wyższe szczeble rozgrywek. Przełomowym momentem był rok 2011, kiedy nowe kierownictwo klubu, stworzyło warunki do późniejszych sukcesów. Po zakończeniu sezonu 2014/15 drużyna Železničara zapewniła sobie pierwsze miejsce w rozgrywkach Banatskiej zony i awansowała do grupy wschodniej Ligi Wojwodiny (D3). Sezon 2019/20 z powodu COVID-19 nie został dokończony, ale klub po 17 meczach zajmował pozycję lidera w grupie i dlatego otrzymał promocję do pierwszej ligi. W sezonie 2022/23 zespół zajął drugie miejsce w pierwszej lidze i wywalczył historyczny awans do Super ligi.

## Barwy klubowe, strój, herb, hymn
|  |  |

Klub ma barwy biało-niebieskie. Zawodnicy domowe spotkania zazwyczaj grają w białych koszulkach, białych spodenkach oraz białych getrach.

## Sukcesy

### Trofea międzynarodowe
Nie uczestniczył w rozgrywkach europejskich (stan na 31-05-2023).

### Trofea krajowe
| \| \| Zdobyte trofea w rozgrywkach Serbii (stan na: 31-05-2023) \| |                                                           |      |          |
| Rozgrywki                                                          | Osiągnięcie                                               | Razy | Sezon(y) |
| Mistrzostwo                                                        | I miejsce                                                 | 0    |          |
| Mistrzostwo                                                        | II miejsce                                                | 0    |          |
| Mistrzostwo                                                        | III miejsce                                               | 0    |          |
| Mistrzostwo                                                        | ?.miejsce                                                 | 1    | 2023/24  |
| Puchar                                                             | zdobywca                                                  | 0    |          |
| Puchar                                                             | finalista                                                 | 0    |          |
| Puchar                                                             | 1/8 finału                                                | 1    | 2022/23  |
| II liga                                                            | I miejsce                                                 | 0    |          |
| II liga                                                            | II miejsce                                                | 1    | 2022/23  |
| II liga                                                            | III miejsce                                               | 1    | 2021/22  |
| Serbia                                                             | Zdobyte trofea w rozgrywkach Serbii (stan na: 31-05-2023) |      |          |

- Srpska liga „Vojvodina“ (D3):
  - mistrz (1x): 2019/20

- Banatska zona (D4):
  - mistrz (1x): 2014/15

## Poszczególne sezony

### Rozgrywki międzynarodowe

#### Europejskie puchary
Nie uczestniczył w rozgrywkach europejskich.

### Rozgrywki krajowe
| \| Serbia \| Bilans występów klubu w rozgrywkach piłkarskich Serbii (Stan na 31 maja 2023 r.) \| \| |                                                                                  |        |       |   |   |   |    |    |     |            |        |        |      |
| Poziom                                                                                              | Rozgrywki                                                                        | Sezony | Mecze | Z | R | P | B+ | B– | Pkt | Lata       | Awanse | Spadki | Naj. |
| I                                                                                                   | Super liga Srbije                                                                | 1      |       |   |   |   |    |    |     | od 2023    | 0      | 0      | ?    |
| II                                                                                                  | Prva liga Srbije                                                                 | 3      |       |   |   |   |    |    |     | 2019–2023  | 1      | 0      | 2    |
| III                                                                                                 | Srpska liga „Vojvodina“                                                          | 5      |       |   |   |   |    |    |     | 2015–2019  | 1      | 0      | 1    |
| | Puchar Serbii                                                                    | 2      |       |   |   |   |    |    |     | od 2021/22 | 0      | 0      | 1/8  |
| Serbia                                                                                              | Bilans występów klubu w rozgrywkach piłkarskich Serbii (Stan na 31 maja 2023 r.) |        |       |   |   |   |    |    |     |            |        |        |      |

## Piłkarze, trenerzy, prezydenci i właściciele klubu

### Piłkarze

#### Aktualny skład zespołu
Stan na1 sierpnia 2023
| Nr | Poz. | Piłkarz                          |
| -- | ---- | -------------------------------- |
| 1  | BR   | Aleksandar Stanković             |
| 2  | OB   | Maissa Ndiaye (wyp. z Cremonese) |
| 3  | OB   | Marko Konatar                    |
| 5  | OB   | Marko Jovanović (kapitan)        |
| 6  | OB   | Vojislav Stanković               |
| 7  | PO   | Luka Petrović                    |
| 9  | NA   | Lazar Romanić                    |
| 10 | PO   | Aleksandar Đorđević              |
| 11 | PO   | Mateja Zuvić                     |
| 13 | PO   | Branislav Knežević               |
| 14 | OB   | Stefan Hajdin                    |
| 15 | PO   | Aleksandar Kovačević             |
| 18 | PO   | Damjan Krajišnik                 |
| 21 | PO   | Filip Markišić                   |
| 22 | NA   | Dario Grgić                      |

| Nr | Poz. | Piłkarz             |
| -- | ---- | ------------------- |
| 24 | NA   | Đorđe Šušnjar       |
| 25 | BR   | Ognjen Lukić        |
| 26 | OB   | Bojan Balaž         |
| 29 | NA   | Anthony Lokosa      |
| 33 | OB   | Ivan Lakićević      |
| 35 | PO   | Dušan Pantelić      |
| 48 | PO   | Veljko Trifunović   |
| 49 | NA   | David Ivić          |
| 55 | OB   | Marko Gajić         |
| 63 | OB   | Stefan Obradović    |
| 77 | PO   | Stefan Purtić       |
| 89 | BR   | Mladen Živković     |
| 90 | NA   | Strahinja Jovanović |
| 91 | NA   | Jewhen Pawłow       |

### Trenerzy
...
- 2015–2016:  Aleksandar Stevanović
- 2017:  Nenad Stojičić
- 2018–2019:  Goran Mrđa
- 2019:  Nebojša Petrović
- 2019–2020:  Dušan Jevrić
- 2020:  Marko Perović
- 2020:  Marko Andrejić
- 2020:  Goran Mrđa
- 2021–2022:  Dragan Aničić
- 2022:  Dragan Perišić
- 2022:  Igor Savić
- 2022–2023:  Tomislav Sivić
- 2023:  Vladimir Gaćinović
- 2023:  Predrag Rogan
- od 22.08.2023:  Aleksandar Linta

## Struktura klubu

### Stadion
Klub piłkarski rozgrywa swoje mecze domowe na stadionie SC Mladost w Pančevie, który może pomieścić 1.200 widzów.